# Oficina Naval Imperial Alemana

Bandera de servicio del Reich de la Kaiserlichen Marine, 1893-1918.

La Oficina Naval Imperial Alemana (en alemán: Reichsmarineamt) era una agencia gubernamental del Imperio Alemán. Se estableció en abril de 1889, cuando se abolió el Almirantazgo Imperial alemán y sus funciones se dividieron entre tres nuevas entidades: el Alto Mando Naval Imperial (Kaiserliches Oberkommando der Marine), el Gabinete Naval Imperial (Kaiserliches Marinekabinett) y la Oficina Naval Imperial que realizaban funciones de un ministerio para la Armada Imperial alemana.

## Estructura y tareas

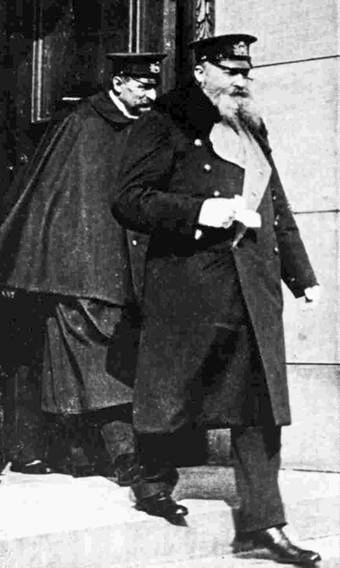
El almirante Tirpitz utilizó la oficina para promover sus ambiciosos planes de expansión naval.

Según la Constitución de 1871 del Imperio alemán, los estados federales eran responsables de las fuerzas terrestres alemanas y del gobierno imperial de la marina. Así que mientras había ejércitos prusianos, bávaros, sajones y de Württemberg, había una única Armada Imperial, la única formación bajo la autoridad directa del Reich alemán junto a las fuerzas coloniales Schutztruppe.
El jefe de la Oficina Naval era un Secretario de Estado que informaba directamente al Canciller Imperial (Reichskanzler). Si bien la administración operativa de la Armada era responsabilidad del Alto Mando de la Armada Imperial y bajo el mando directo del Emperador Guillermo II a partir de 1899, las tareas de la Oficina eran principalmente administrativas, como la planificación de la construcción naval y los programas de mantenimiento, dirigiendo la adquisición de suministros navales, y asesorar al parlamento del Reichstag sobre asuntos navales. También dirigía los astilleros imperiales en Danzig, Kiel y Wilhelmshaven, varias instituciones educativas y el instituto meteorológico Seewarte en Hamburgo.

## Historia

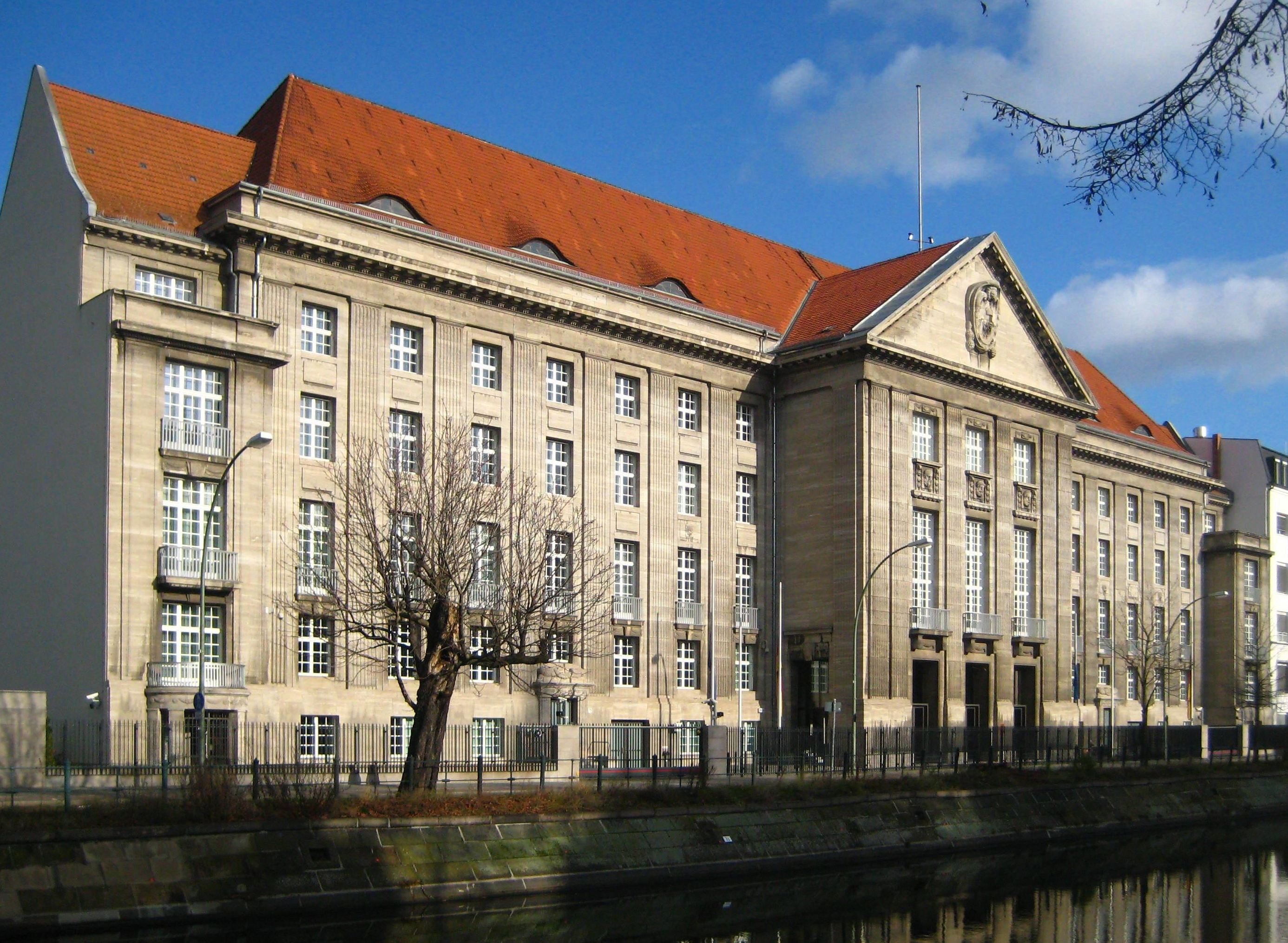
Edificio de oficinas Bendlerblock.

Cuando, en 1897, el Konteradmiral Alfred von Tirpitz sucedió al Secretario de Estado Friedrich von Hollmann, quien había renunciado en una disputa sobre el presupuesto naval, convirtió a la Oficina Naval en la base de poder en su campaña para construir una gran flota alemana de alta mar para enfrentarse a la Royal Navy británica. De acuerdo con las teorías del almirante estadounidense Alfred Thayer Mahan y su libro La Influencia del Poder Marítimo a través de la Historia, el "Plan Tirpitz" se estableció conjuntamente con el secretario de estado extranjero Bernhard von Bülow y, en interacción con la Ley de Defensa Naval británica de 1889, impulsó la Carrera armamentística naval Anglo-Germana. Tirpitz había instado a la disolución del Alto Mando de la Armada Imperial en 1899, lo que le dio aún más poder, pero resultó fatal en la Primera Guerra Mundial.
En 1898, la Oficina Naval también asumió la administración del territorio chino de la Bahía de Kiautschou. Durante la Primera Guerra Mundial, dio a conocer la lista de bajas de la Armada Imperial. El secretario de Estado, Tirpitz, finalmente renunció en 1916, cuando el canciller Theobald von Bethmann-Hollweg se esforzó por lograr un equilibrio con los británicos y las solicitudes de Tirpitz de plenos poderes como comandante de flota modelado en un Primer lord del Mar fueron rechazados.
Después de la guerra, la Oficina Naval Imperial fue anulada el 15 de julio de 1919, cuando por decreto del presidente del Reich, Friedrich Ebert, sus responsabilidades fueron asignadas al Estado Mayor del Almirantazgo, que se transformó en la agencia Marineleitung del Ministerio del Reichswehr alemán en 1920.

## Secretarios de Estado

Bandera de la Staatssekretär Reichsmarineamt.

- Karl Eduard Heusner; 1 de abril de 1889 - 23 de abril de 1890
- Friedrich von Hollmann; 23 de abril de 1890 - 1897
- Alfred von Tirpitz; 18 de junio de 1897 - 15 de marzo de 1916
- Eduard von Capelle; 15 de marzo de 1916 – septiembre de 1918
- Paul Behncke; septiembre de 1918 – 5 de octubre de 1918
- Ernst Ritter von Mann Edler von Tiechler; 5 de octubre de 1918 – 13 de febrero de 1919
- Maximilian Rogge; oficial principal en funciones desde diciembre de 1918, 13 de febrero de 1919 – 15 de julio de 1919